# 马尔萨克 (克勒兹省)
马尔萨克（法語：Marsac，法語發音：[maʁsak]）是法国克勒兹省的一个市镇，属于盖雷区。

## 地理
马尔萨克（46°5'52"N, 1°35'23"E）面积19.67 平方千米，位于法国新阿基坦大区克勒兹省，该省份为法国中部省份，位于法國中央高原西北部，北起安德尔省和谢尔省，西接维埃纳省，南至科雷兹省，东临多姆山省，东北与阿列省接壤。
与马尔萨克接壤的市镇（或旧市镇、城区）包括：勒格朗堡、阿雷讷、贝内旺拉拜、穆里尤-维埃耶维尔、菲尔萨克。

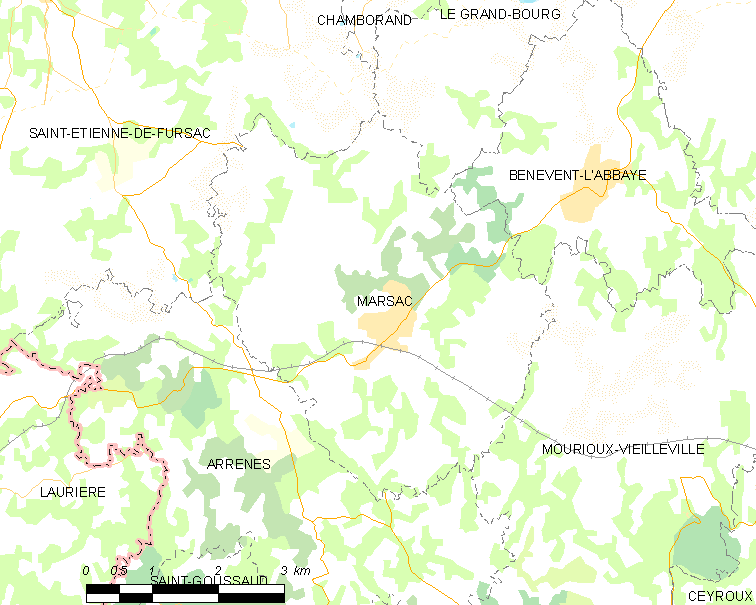
的OSM定位图

马尔萨克的时区为UTC+01:00、UTC+02:00（夏令时）。

## 行政
马尔萨克的邮政编码为23210，INSEE市镇编码为23124。

## 政治
马尔萨克所属的省级选区为勒格朗堡县。

## 人口

1962-2008年间人口变化图示

马尔萨克于2022年1月1日时的人口数量为642人。